# 維斯山
46°02′15″N 7°44′04″E / 46.0374833°N 7.7345333°E

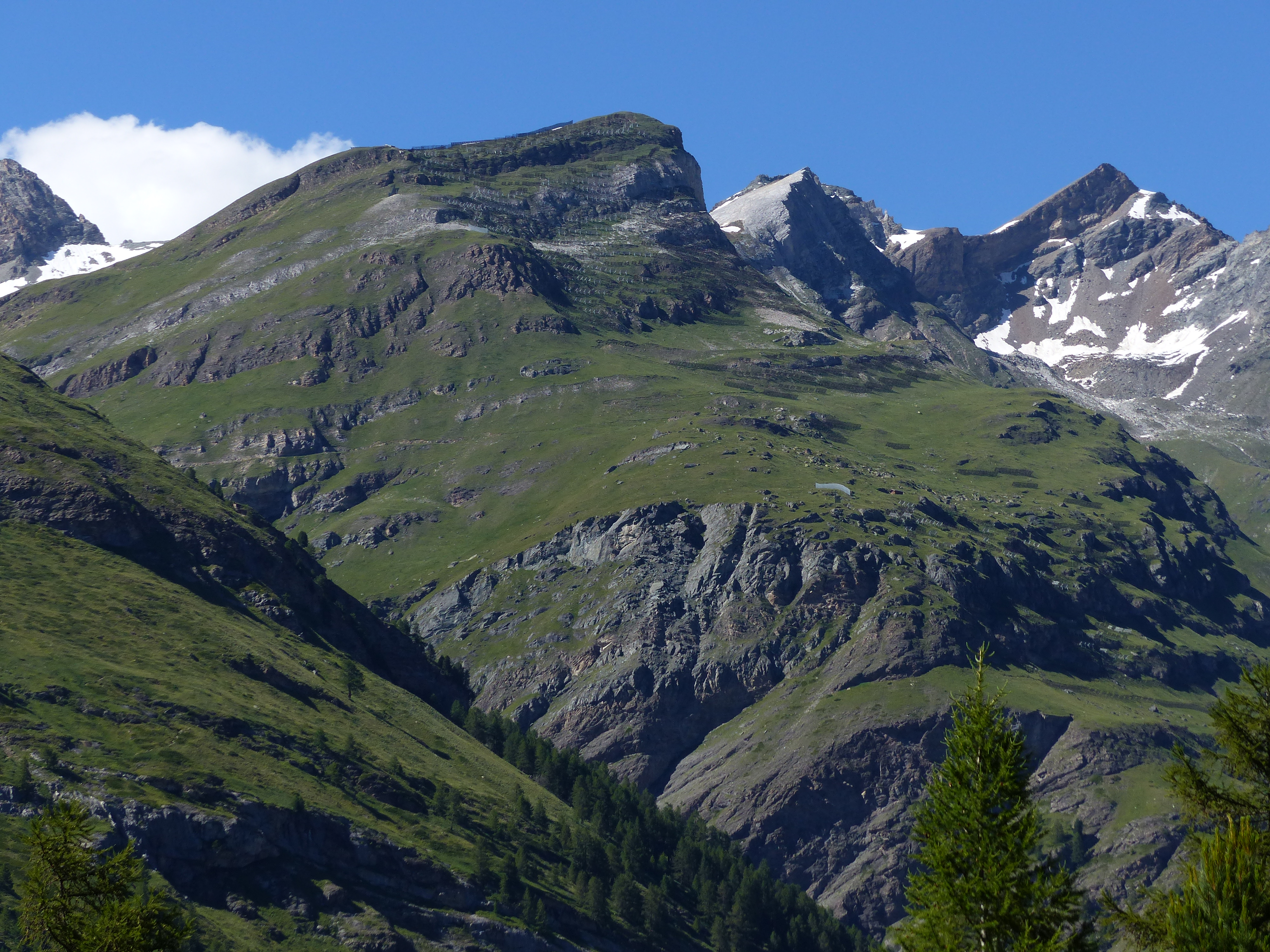

維斯山（Wisshorn），是瑞士的山峰，位於該國西南部，由瓦萊州負責管轄，屬於本寧阿爾卑斯山脈的一部分，距離普拉特山0.3公里，海拔高度2,936米。